# 蘇林 (越南)
蘇林（發音：[tō lə̄m] ⓘ；1957年7月10日—），一译苏霖，越南政治人物，现任越南共产党中央委员会总书记、越南共产党中央军事委员会书记，「越南四柱」之首，越南現任最高領導人。是越共第十一届、十二届、十三届中央委员，越共第十二届、十三届中央政治局委员，越南第十四届、十五届国会代表。曾經擔任越南國家主席、越南公安部部長和越共中央反貪腐指導委員會副主任。

## 生平
1957年生於紅河三角洲的興安省。1974年至1979年就讀越南人民公安學院，畢業後服務於越南公安部的政治保衛部。1988年至2010年逐級晉升至公安部副部長。
2007年授階公安上校軍銜。2010年晉升公安少將，任公安部副部長。2014年晉升至公安中將。
2016年1月27日，當選越南共產黨中央政治局委員，同時兼任越南共產黨中央反貪腐指導委員會副主任，協助越共中央總書記阮富仲在黨內推行反腐敗運動。同年4月9日，他接替陈大光担任公安部长。2019年1月29日，晋升公安大将军衔。
在2024年5月18日召开的越共中央主要领导人会议上，苏林被提名为国家主席。
2024年5月22日，越南第十五届国会选举越共中央政治局委员、公安部长、第十五届国会代表苏林为越南国家主席（2021—2026年任期），并决定免去其公安部部长职务。同年7月，因越共中央总书记阮富仲病重，苏林开始指导越共中央委员会、政治局和书记处的工作。
2024年7月19日，阮富仲去世，苏林代理越共中央總書記和越共中央軍委書記。同年8月3日召開的越共十三屆中央全會上全票当选越共中央总书记，晉升“越南四柱”之首。
2024年8月26日，《彭博社》报道，苏林将不再兼任国家主席职务，国会将于10月选举产生国家主席候选人。
2024年10月21日，越南第十五屆國會投票選舉越共中央書記處常務書記梁強為越南國家主席并免去蘇林的主席職務，蘇林卸任國家主席，任期只有五個月，是越南史上任期最短的國家主席。蘇林專任越共中央總書記和中央軍委書記，恢復「越南四柱」集體領導體制。
2025年8月，苏林访问韩国，并会见韩国总统李在明。

## 爭議
2021年11月5日，網紅廚師灑鹽哥於在社群平台TikTok上公開蘇林等人到英國參加2021年聯合國氣候變化大會期間，在倫敦由灑鹽哥自己開設的「Nusr-Et Steak House」分店內用餐，昂貴的價格引起越南國內網民的討論與批判，認為越南的生活水平還不夠讓官員浪費稅金享用如此高貴的餐點。
幾天後，峴港的一間小吃攤攤主裴俊林模仿灑鹽哥的動作將蔥花灑在麵上，自封為「灑蔥哥」並將影片上傳至臉書，被廣泛視為在諷刺蘇林。裴俊林於2022年9月被捕，並於2023年5月25日以「反國家宣傳」為由判處入獄5年半。

## 外部連結
- 越南文 BBC News：Ông Tô Lâm được phong thượng tướng （页面存档备份，存于）
- 越南文 BBC News：Chê Tướng Hưởng khen Tướng Tô Lâm （页面存档备份，存于）

| 越南共产党职务                 | 越南共产党职务                                       | 越南共产党职务 |
| ------------------------------ | ---------------------------------------------------- | -------------- |
| 前任： 阮富仲                  | 越南共產黨中央委員會總書記 2024年8月3日－            | 現任           |
| 前任： 阮富仲                  | 越南共產黨中央軍事委員會書記 2024年8月3日－          | 現任           |
| 官衔                           |                                                      |                |
| 前任： 武文賞 武氏映春（代理） | 越南社会主义共和国主席 2024年5月22日－2024年10月21日 | 繼任： 梁強    |